# Tricimba distigma
Tricimba distigma är en tvåvingeart som beskrevs av Ismay 1993. Tricimba distigma ingår i släktet Tricimba och familjen fritflugor. Inga underarter finns listade i Catalogue of Life.